# Šahovska strategija in taktika
Šahovska strategija in taktika.

## Šahovska strategija
Kmetje so duša šahovske igre. --Philidor
Šahovska strategija je dolgoročen elastičen načrt z nedoločenim številom potez, katerega namen je nadvlada nasprotnikovega položaja s pridobivanjem manjših prednosti, ki omogočajo kasnejše taktične priložnosti in boljšo končnico, če do nje pride. Šahovsko strategijo povezujemo s pozicijsko igro in zaprtimi šahovskimi otvoritvami. Idejni oče pozicijske igre je François-André Danican Philidor, ki je že leta 1749 v svoji šahovski knjigi L'analyse de jeu des Echech, razložil prednosti pozicijske igre pred kombinacijsko, ki jo je pred njim učil Gioacchino Greco. Danes je znano, da je za uspešno obvladovanje šahovske igre potrebno tako znanje strategije, kot tudi taktike, vendar pa je dobra strategija predpogoj za uspešno taktiko. Philidorjevo temeljno delo so kasneje dopolnjevali mnogi, vendar so najpomembnejše prispevke k šahovski strategiji dodali: Wilhelm Steinitz, Siegbert Tarrasch in Aaron Nimzowitsch. Njihova dela se v glavnem delijo na naslednja poglavja:
- center in razvoj
- izmenjava
- odprte linije
- predzadnja in zadnja vrsta
- lovski par
- vezava
- odkriti šah
- preobremenjenost
- končnica
- napredni kmetje
- vezani kmetje
- dvojni in zaostali kmetje

Tipični predstavniki strateških šahovskih igralcev: Philidor, Steinitz, Tarrasch, Nimzowitsch, Capablanca, Vidmar, Euwe, Pirc, Botvinnik, Smislov, Petrosjan, Parma, Karpov, Kramnik, Leko

## Šahovska taktika
Strategija zahteva razmišljanje; taktika zahteva opazovanje. --Euwe
Šahovska taktika je kratkoročen načrt s kombinacijo določenih potez, katerega namen je omogočiti neko konkretno prednost. Le-ta je lahko zmagovalna, materialna, strateška, napadalna, prostorska, časovna ali pobudna. Šahovsko taktiko povezujemo s kombinacijsko igro in odprtimi šahovskimi otvoritvami. V zgodovini šaha se je najprej razvil kombinacijski način igranja. Stara španska in italijanska šahovska šola je priporočala tak način igranja. Z raznimi gambiti so dosegali dvorezne pozicije, katere so kasnejši šahovski mojstri večinoma ovrgli. Taktičen način igranja je zato v nekaterih zgodovinskih obdobjih skoraj zamrl, dokler ga niso kasneje zopet obudili nekateri šahisti, ki so odpravili napake svojih predhodnikov in taktični igri dodali pozicijsko osnovo in jo tako  izboljšali. O šahovski taktiki so pisali mnogi. Tematika šahovske taktike se v glavnem deli na naslednja poglavja:
- napad
- žrtev
- pokrivanje
- umik
- dirigiranje
- medpoteza
- odklon
- odstranitev zaščite
- blokiranje
- deblokiranje
- zaviranje
- odpiranje linije
- krčenje linije
- prekinitev linije

Tipični predstavniki taktičnih šahovskih igralcev: Greco, Bourdonnais, Anderssen, Morphy, Čigorin, Aljehin, Talj, Fischer, Planinc, Kasparov, Shirov, Morozevich